# Lee Ritenour
Lee Mack Ritenour (født 11 januar 1952 i Los Angeles Californien) er en amerikansk guitarist, komponist og producent.
Ritenour var inspireret af Wes Montgomery, Joe Pass og John McLaughlin, men han fandt hurtigt sin egen stil og blev en af jazzfunk-musikkens pionerer på guitar.
Han har indspillet over 40 plader i eget navn og været med på omkring 3000 sessions. Han har spillet med musikere som Dave Grusin, Harvey Mason, Ernie Watts, Brian Bromberg, Larry Carlton, Abraham Laboriel, Anthony Jackson, Steve Gadd, Dave Weckl, Jeff Porcaro, Fourplay etc.